# Ostrov (okręg Konstanca)
Ostrov – wieś w Rumunii, w okręgu Konstanca, w gminie Ostrov. W 2011 roku liczyła 2666 mieszkańców.